# Florennes

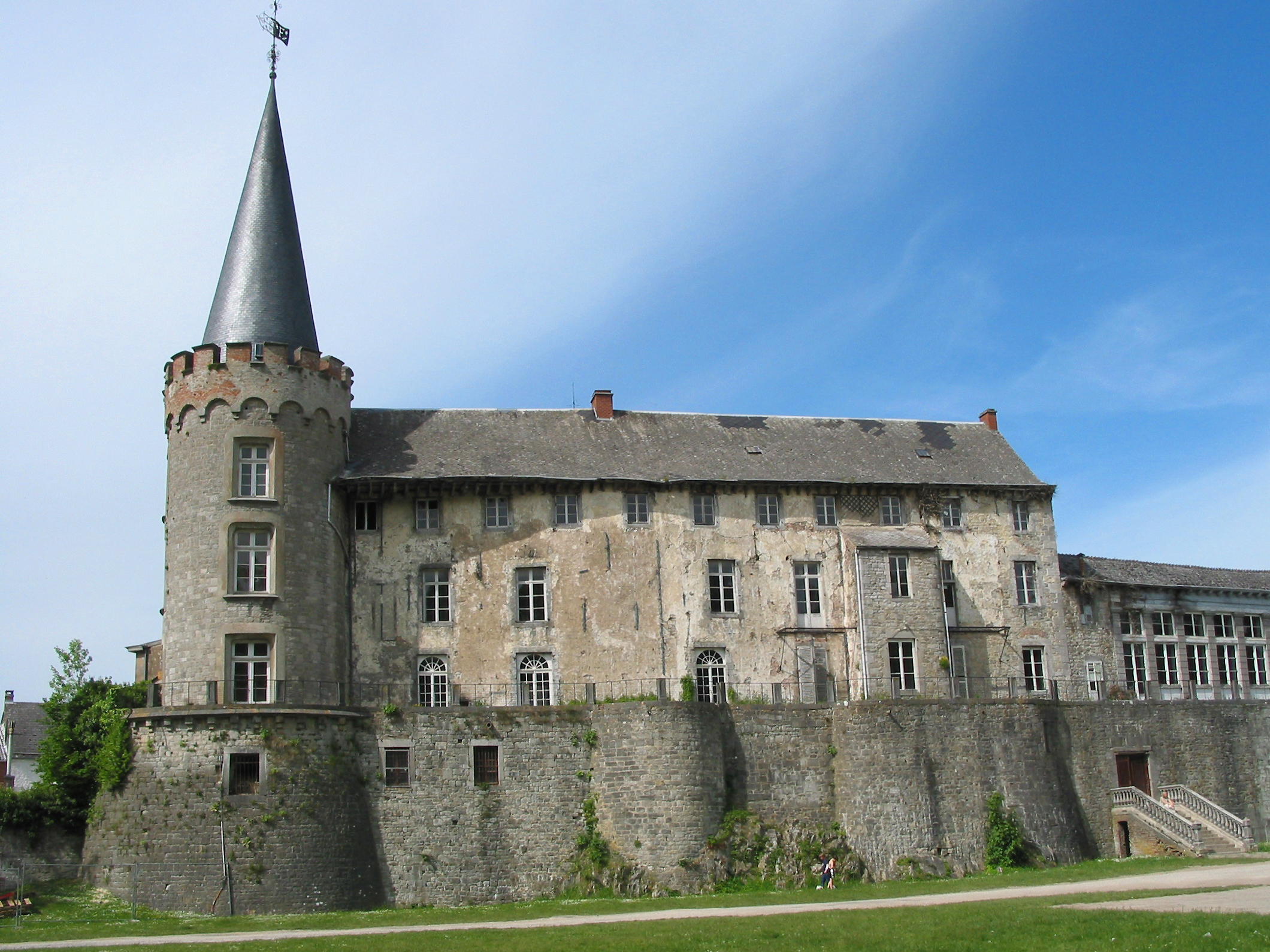

Florennes (valonă Florêne) este o comună francofonă din regiunea Valonia din Belgia. Comuna Florennes este formată din localitățile Florennes, Corenne, Flavion, Hanzinelle, Hanzinne, Hemptinne, Morialmé, Morville, Rosée, Saint-Aubin și Thy-le-Bauduin. Suprafața sa totală este de 133,55 km². La 1 ianuarie 2008 comuna avea o populație totală de 10.882 locuitori. 

## Localități înfrățite
- Franța: Longvic.